# Sông Kura
Sông Kura (tiếng Thổ Nhĩ Kỳ: Kura; tiếng Azerbaijani: Kür; tiếng Kurd: rûbara kur; tiếng Gruzia: მტკვარი, Mt'k'vari; tiếng Armenia: Կուր, Kur; tiếng Hy Lạp cổ: Cyrus; tiếng Ba Tư: Kurosh) là một con sông chảy qua dãy núi Kavkaz. Khởi nguồn từ khu vực đông bắc Thổ Nhĩ Kỳ, con sông chảy qua Thổ Nhĩ Kỳ tới Gruzia rồi tới Azerbaijan, nơi nó hợp lưu với sông Aras thành nhánh phải, và đổ vào biển Caspia. Tổng chiều dài của con sông là 1.515 km.

## Liên kết
- Kura Lưu trữ ngày 16 tháng 1 năm 2005 tại Wayback Machine. The Columbia Encyclopedia, Sixth Edition. 2001-05.

 Tư liệu liên quan tới Kura River tại Wikimedia Commons